# Goera jaewoni
Goera jaewoni là một loài trong họ Goeridae. Chúng phân bố ở miền Cổ bắc.